# Simba Lee
Simba Lee est une éphémère série de bande dessinée franco-belge d'aventures créé en 1960 par Jean-Michel Charlier (scénario) et Herbert (dessin), parue dans le journal Spirou en 1960 et 1961 et publiée en album par Fordis en 2019.
La série, qui raconte les aventures d'un guide chasseur de fauves en Afrique centrale, ne connaît que deux épisodes avant d'être abandonnée.

## Univers

### Synopsis
« Simba » Lee est un chasseur de fauves et guide de chasse au cœur du Congo qui est engagé pour organiser une expédition dans une région inexplorée et hostile à la recherche d'un animal mystérieux. D'autres personnages vont se joindre à l'expédition : une jeune femme à la recherche de son père et le gagnant d'un safari en Afrique à une tombola…

### Personnages
- « Simba » Lee : « le meilleur guide et le plus habile chasseur de fauves de toute l'Afrique centrale »[n 1], on ne connaît pas son prénom mais uniquement son surnom Simba[n 2]
- Niango : le boy de Lee, qui l'accompagne dans ses aventures
- Harper : un client de Lee qui veut organiser une expédition dans la forêt vierge à la recherche d'un animal mystérieux
- Christine Navarre : une jeune femme qui recherche son père, explorateur mystérieusement disparu dans la forêt, et se joint à l'expédition
- Lambert Troulouloup de la Garenne-Bezons : gagnant d’un safari à une tombola qui se joint aussi à l'expédition

## Historique
Simba Lee naît de la volonté de Jean-Michel Charlier de tenter une nouvelle série se déroulant dans la brousse et la jungle, après les échecs des séries Tiger Joe et Kim Devil. Cette nouvelle série ne rencontre pas plus de succès que les précédentes et ne connaît que deux épisodes avant de disparaître.
Lors de la parution des deux épisodes de Simba Lee dans Spirou, le nom de Jean-Michel Charlier ne figure pas dans le bandeau de titre, seul Herbert étant crédité comme auteur. En 1956, Charlier et d'autres auteurs de bande dessinée travaillant avec lui pour le studio World Press dirigé par Georges Troisfontaines, notamment Albert Uderzo et René Goscinny, tentent de structurer et défendre leur profession en rédigeant une charte des droits des dessinateurs. Troisfontaines licencie immédiatement Goscinny, ce qui provoque la démission de Charlier et Uderzo et débouche ensuite sur la création par ceux-ci du journal Pilote en 1959, dans lequel Charlier va créer de nouvelles séries, se posant ainsi en concurrent de Spirou. C'est pourquoi Dupuis, éditeur du journal Spirou, tente de dissuader les dessinateurs de travailler avec lui et ne souhaite pas faire apparaître le nom de Jean-Michel Charlier, qui collabore alors au magazine de manière anonyme, n'étant plus crédité pour les séries qu'il continue cependant à écrire régulièrement,.
En 2019, les éditions Fordis, qui rééditent d'anciennes séries oubliées, notamment écrites par Jean-Michel Charlier, publient pour la première fois en albums les deux tomes de la série, avec un nouveau lettrage et de nouvelles couleurs réalisées par Vittorio Leonardo.

## Publication

### Revues
Les deux aventures de Simba Lee ont été publiées dans le journal Spirou :
- Safari vers Dialo, du no 1138 du 4 février 1960 au no 1163 du 28 juillet 1960  ;
- La Réserve de Karapata, du no 1192 du 16 février 1961 au no 1214 du 20 juillet 1961.

### Albums
1. Safari vers Dialo, 44 planches soit 46 pages, « version inédite, colorisée, restaurée et corrigée »[n 8], 22 cm x 30 cm, couleurs de Vittorio Leonardo, couverture de Michel Faure, avec une préface de 2 pages et un dossier de 14 pages rédigés par Gilles Ratier, Fordis collection Patrimoine, 4 avril 2019 (DL 03/2019)  (ISBN 979-1-09-572016-4)
2. La Réserve de Karapata, 44 planches soit 46 pages, 22 cm x 30 cm, couleurs de Vittorio Leonardo, couverture de Michel Faure, avec une préface de 2 pages et un dossier de 16 pages rédigés par Gilles Ratier, Fordis collection Patrimoine, 10 juillet 2020 (DL 05/2020)  (ISBN 979-10-95720-23-2)